# Andvarenaut
Andvarenaut er i nordisk mytologi navnet på en forbandet ring. Forbandelsen bestod i at den altid ville kaste ulykke og elendighed over sin ejermand. Fik bl.a. Andvare gjort fattig og Reidmar dræbt, samme ring forvandlede også dværgeprinsen Fafner til en drage/lindorm.
| Nordisk mytologi | Spire Denne artikel om nordisk religion og mytologi er en spire som bør udbygges. Du er velkommen til at hjælpe Wikipedia ved at udvide den. |